# Arianops spinicollis
Arianops spinicollis är en skalbaggsart som beskrevs av Barr 1974. Arianops spinicollis ingår i släktet Arianops och familjen kortvingar. Inga underarter finns listade i Catalogue of Life.